# Сеземче
Сеземче је насељено место града Крушевца у Расинском округу. Према попису из 2022. било је 188 становника (према попису из 1991. било је 291 становника).

## Демографија
У насељу Сеземче живи 210 пунолетних становника, а просечна старост становништва износи 42,3 година (38,8 код мушкараца и 46,4 код жена). У насељу има 82 домаћинства, а просечан број чланова по домаћинству је 3,05.
Ово насеље је углавном насељено Србима (према попису из 2002. године), а у последња три пописа, примећен је пад у броју становника.
|  |

| Демографија | Демографија | Демографија |
| Година      | Становника  | Становника  |
| ----------- | ----------- | ----------- |
| 1948.       | 452         |             |
| 1953.       | 564         |             |
| 1961.       | 628         |             |
| 1971.       | 696         |             |
| 1981.       | 491         |             |
| 1991.       | 291         | 276         |
| 2002.       | 250         | 300         |

| Етнички састав према попису из 2002.‍ | Етнички састав према попису из 2002.‍ | Етнички састав према попису из 2002.‍ | Етнички састав према попису из 2002.‍ | Етнички састав према попису из 2002.‍ |
| ------------------------------------ | ------------------------------------ | ------------------------------------ | ------------------------------------ | ------------------------------------ |
|                                      |                                      |                                      |                                      |                                      |
| Срби                                 | Срби                                 |                                      | 216                                  | 86,4%                                |
| Власи                                | Власи                                |                                      | 16                                   | 6,4%                                 |
| Румуни                               | Румуни                               |                                      | 9                                    | 3,6%                                 |
| Роми                                 | Роми                                 |                                      | 1                                    | 0,4%                                 |
| непознато                            | непознато                            |                                      | 8                                    | 3,2%                                 |

| Година пописа     | 1948. | 1953. | 1961. | 1971. | 1981. | 1991. | 2002. |
| ----------------- | ----- | ----- | ----- | ----- | ----- | ----- | ----- |
| Број домаћинстава | 83    | 104   | 121   | 122   | 99    | 65    | 82    |

| Број чланова      | 1  | 2  | 3  | 4 | 5 | 6 | 7 | 8 | 9 | 10 и више | Просек |
| ----------------- | -- | -- | -- | - | - | - | - | - | - | --------- | ------ |
| Број домаћинстава | 20 | 23 | 12 | 9 | 6 | 6 | 3 | 2 | 1 | 0         | 3,05   |

| Пол    | Укупно | Неожењен/Неудата | Ожењен/Удата | Удовац/Удовица | Разведен/Разведена | Непознато |
| ------ | ------ | ---------------- | ------------ | -------------- | ------------------ | --------- |
| Мушки  | 112    | 28               | 74           | 9              | 1                  | 0         |
| Женски | 105    | 10               | 74           | 18             | 3                  | 0         |
| УКУПНО | 217    | 38               | 148          | 27             | 4                  | 0         |

| Пол    | Укупно                    | Пољопривреда, лов и шумарство | Рибарство                            | Вађење руде и камена | Прерађивачка индустрија       |
| ------ | ------------------------- | ----------------------------- | ------------------------------------ | -------------------- | ----------------------------- |
| Мушки  | 33                        | 1                             | 0                                    | 0                    | 12                            |
| Женски | 10                        | 3                             | 0                                    | 0                    | 2                             |
| УКУПНО | 43                        | 4                             | 0                                    | 0                    | 14                            |
| Пол    | Производња и снабдевање   | Грађевинарство                | Трговина                             | Хотели и ресторани   | Саобраћај, складиштење и везе |
| Мушки  | 0                         | 3                             | 0                                    | 0                    | 1                             |
| Женски | 0                         | 0                             | 2                                    | 0                    | 0                             |
| УКУПНО | 0                         | 3                             | 2                                    | 0                    | 1                             |
| Пол    | Финансијско посредовање   | Некретнине                    | Државна управа и одбрана             | Образовање           | Здравствени и социјални рад   |
| Мушки  | 0                         | 0                             | 0                                    | 0                    | 3                             |
| Женски | 0                         | 1                             | 0                                    | 1                    | 0                             |
| УКУПНО | 0                         | 1                             | 0                                    | 1                    | 3                             |
| Пол    | Остале услужне активности | Приватна домаћинства          | Екстериторијалне организације и тела | Непознато            | Непознато                     |
| Мушки  | 0                         | 0                             | 0                                    | 13                   | 13                            |
| Женски | 1                         | 0                             | 0                                    | 0                    | 0                             |
| УКУПНО | 1                         | 0                             | 0                                    | 13                   | 13                            |